# Oxyopes incertus
Oxyopes incertus là một loài nhện trong họ Oxyopidae.
Loài này thuộc chi Oxyopes. Oxyopes incertus được Cândido Firmino de Mello-Leitão miêu tả năm 1929.